# جوناس كارلسون (لاعب هوكي الجليد)
جوناس كارلسون (بالسويدية: Jonas Karlsson)‏ هو لاعب هوكي الجليد سويدي، ولد في 14 فبراير 1986 في Kil, Värmland ‏ في السويد.

## وصلات خارجية
- جوناس كارلسون على موقع EliteProspects.com (الإنجليزية)
- جوناس كارلسون على موقع HockeyDB.com (الإنجليزية)